# Système exhaustif
En théorie des probabilités, un système exhaustif (ou système complet) d'évènements est en langage probabiliste l'analogue d'une partition en langage ensembliste. 

## Système exhaustif
Des évènements forment un système exhaustif s'ils sont deux-à-deux incompatibles et si leur réunion est l'univers tout entier.
Plus formellement, si {\displaystyle (\Omega ,{\mathcal {E}})} est un espace probabilisable, on dit qu'une famille {\displaystyle (B_{i})_{i\in I}} d'éléments de {\displaystyle {\mathcal {E}}} indexée par un ensemble {\displaystyle I} est un système exhaustif ou un système complet si
- {\displaystyle \forall (i,j)\in I^{2},\quad i\neq j\ \Longrightarrow \ B_{i}\cap B_{j}=\emptyset };
- {\displaystyle \bigcup _{i\in I}B_{i}=\Omega }.

En particulier, toute partition de l'univers {\displaystyle \Omega } est un système exhaustif (une partition exige en plus que chaque évènement soit non vide).
Par exemple, si {\displaystyle A} est un évènement, alors la famille {\displaystyle (A,{\overline {A}})}, où {\displaystyle A} est l'évènement contraire de {\displaystyle A}, est un système exhaustif.

## Système quasi-exhaustif
Des évènements forment un système quasi exhaustif (ou quasi complet) s'ils sont deux-à-deux incompatibles et si leur réunion est un événement quasi-certain, c'est-à-dire dont la probabilité vaut 1 (en lieu et place de la condition « leur réunion est l’univers tout entier »).
Plus formellement, si {\displaystyle (\Omega ,{\mathcal {E}},\mathbb {P} )} est un espace de probabilité, on dit qu'une famille {\displaystyle (B_{i})_{i\in I}} d'éléments de {\displaystyle {\mathcal {E}}} indexée par un ensemble {\displaystyle I} est un système quasi-exhaustif ou un système quasi complet si
- {\displaystyle \forall (i,j)\in I^{2},\quad i\neq j\ \Longrightarrow \ B_{i}\cap B_{j}=\emptyset };
- {\displaystyle \mathbb {P} {\Big (}\bigcup _{i\in I}B_{i}{\Big )}=1}.

Un système exhaustif est en particulier un système quasi-exhaustif, puisque l'univers est un évènement quasi-certain (autrement dit  {\displaystyle \mathbb {P} (\Omega )=1}).
Par exemple, si on s'intéresse à une série infinie de lancers de pièce de monnaie et si on définit, pour tout entier naturel {\displaystyle i} non nul, l'évènement {\displaystyle B_{i}} correspondant à « pile apparait pour la première fois au {\displaystyle i}-ième lancer », alors {\displaystyle (B_{i})_{i\in \mathbb {N} ^{*}}} est un système quasi-exhaustif. Ce n'est pas un système exhaustif car la réunion n'est pas égale à l'univers tout entier (l'évènement « obtenir face à chaque lancer » n'appartient pas à cette famille). 
À noter que certains auteurs utilisent la dénomination système exhaustif (ou système complet)) pour parler d'un système quasi-exhaustif (ou système quasi-complet).